# La segretaria privata di mio padre
La segretaria privata di mio padre è un film commedia del 1976 diretto da Mariano Laurenti.

## Trama
Armando Ponziani, proprietario di un'industria chimica, vive in una villa sul Lago di Como con la moglie Ersilia e il figlio Franco. Essendo a conoscenza delle tendenze dongiovannesche del marito, Ersilia lo ha costretto a far lavorare nel suo stabilimento solamente donne brutte ma ignora che l'uomo ha un'amante svedese, Ingrid, che mantiene in un albergo cittadino. Un giorno i due coniugi rimangono coinvolti in un incidente stradale, nel quale la segretaria dell'uomo scompare misteriosamente.
Il dottor Mingozzi, che aspira a diventare direttore della ditta Ponziani, propone all'uomo la fidanzata Luisa come nuova segretaria. La donna, a causa della sua bellezza, diventa presto oggetto delle attenzioni del padrone e del di lui figlio. Alla fine Luisa si sposerà con Franco e farà in modo che la signora Ersilia intraprenda una relazione con Oscar, amico di Franco, in modo tale da permettere al signor Armando di frequentare liberamente la sua Ingrid.

## Produzione
Il film fa parte del filone della commedia sexy molto in voga in quegli anni e di cui la Dania Film di Luciano Martino era specializzata anche se, eccetto qualche topless della protagonista che comunque si spoglia pochissimo e uno della Strindberg, in questo caso il contenuto scollacciato è molto contenuto. 
L'attrice svedese Anita Strindberg solitamente doppiata qui proprio in quanto il suo personaggio è svedese recita con la propria voce.
Nonostante durante i titoli di coda è scritto che il film è stato girato negli studi Elios di Roma, la maggior parte delle riprese vennero effettuate a Como compresa la splendida Villa Olmo che nella finzione è l'abitazione della famiglia Ponziani.